# Municipio de Cato (Dakota del Norte)
El municipio de Cato (en inglés: Cato Township) es un municipio ubicado en el condado de Ramsey en el estado estadounidense de Dakota del Norte. En el año 2010 tenía una población de 17 habitantes y una densidad poblacional de 0,18 personas por km².

## Geografía
El municipio de Cato se encuentra ubicado en las coordenadas 48°19′17″N 98°36′32″O / 48.32139, -98.60889. Según la Oficina del Censo de los Estados Unidos, el municipio tiene una superficie total de 93.65 km², de la cual 92,31 km² corresponden a tierra firme y (1,43 %) 1,34 km² es agua.

## Demografía
Según el censo de 2010, había 17 personas residiendo en el municipio de Cato. La densidad de población era de 0,18 hab./km². De los 17 habitantes, el municipio de Cato estaba compuesto por el 100 % blancos. Del total de la población el 0 % eran hispanos o latinos de cualquier raza.